# Frank Vandenbroucke

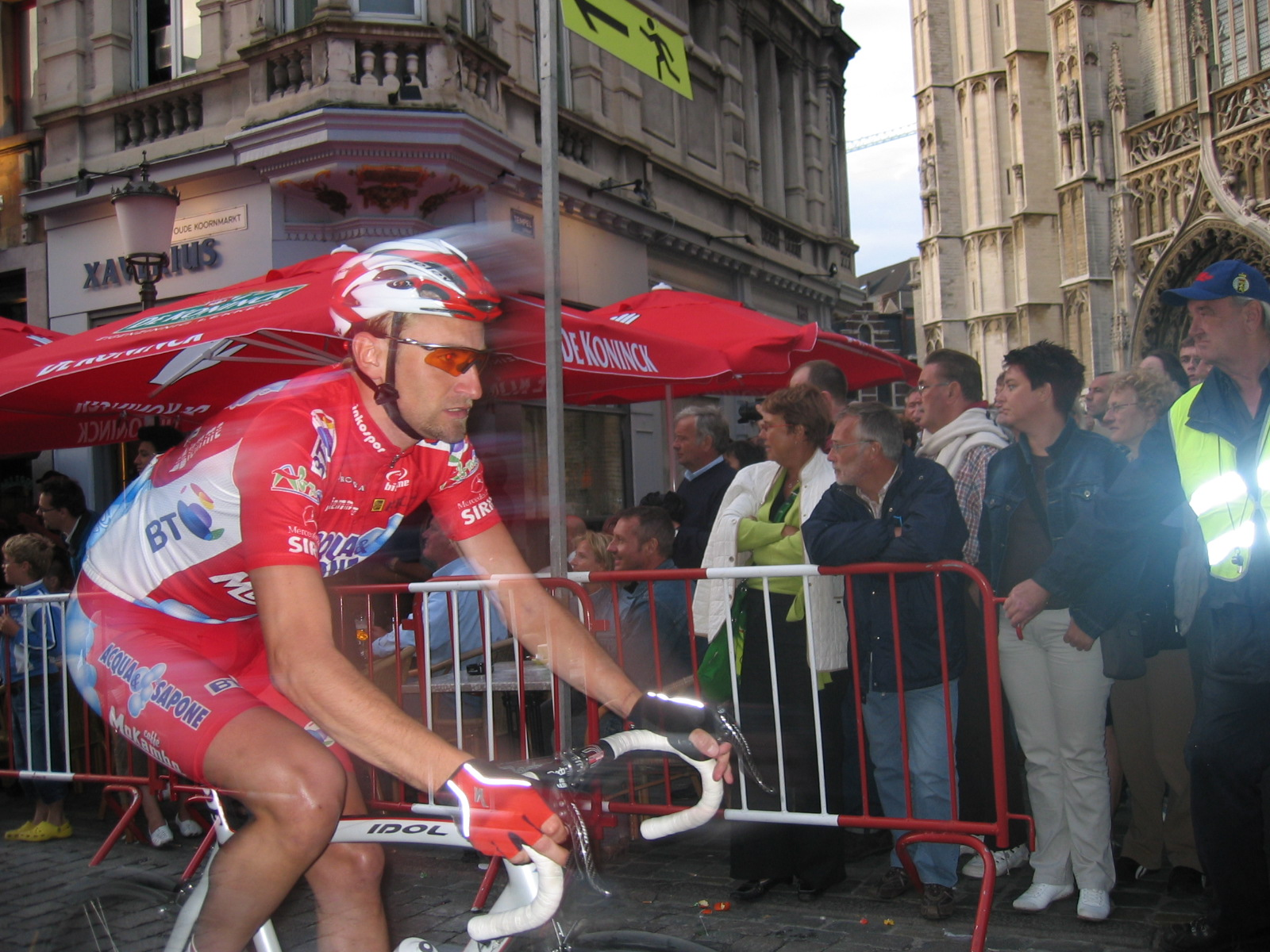
Vandenbroucke im Trikot von Acqua & Sapone

Frank Vandenbroucke (* 6. November 1974 in Mouscron, Belgien; † 12. Oktober 2009 in Saly Portudal, Petite-Côte, Senegal) war ein belgischer Radrennfahrer. Gegen Ende der 1990er Jahre war er eine der schillerndsten Figuren der Radsportszene.

## Karriere

### Kindheit und Juniorenkarriere (1974–1992)
Im Alter von vier Jahren wurde Vandenbroucke als Zuschauer bei einer Rallye-Veranstaltung von einem der Teilnehmer mit dem Auto angefahren. Als Folge daraus musste er sich im Verlauf seiner Karriere vier Knieoperationen unterziehen, die ihn immer wieder zurückwarfen. Bevor er jedoch den Radsport für sich entdeckte, versuchte er sein Glück zunächst in der Leichtathletik und wurde dort 1986 belgischer Schülermeister. Nachdem er im Jahr 1989 eine Radsport-Lizenz beantragt hatte, gelang ihm noch im selben Jahr der erste Sieg bei einem Rennen in Brakel. Zwei Jahre später, im Alter von 17 Jahren, sicherte sich Vandenbroucke seinen bis dahin größten Erfolg mit dem Gewinn der belgischen Meisterschaft in der Debütanten-Kategorie und ein Jahr später gelang ihm beim Straßenrennen der UCI-Straßen-Weltmeisterschaften der Junioren in Athen der Gewinn der Bronzemedaille.

### Aufstieg (1993–1998)
Nach seiner sehr erfolgreichen Zeit im Juniorenbereich begann Vandenbroucke seine Profikarriere im Jahr 1993, im Alter von 19 Jahren, beim Radsportteam Lotto-Caloi, wo sein Onkel Jean-Luc Vandenbroucke als Sportlicher Direktor und sein Vater als Mechaniker tätig waren. In seinem ersten Jahr startete Vandenbroucke noch als Stagiaire, ehe er 1994 einen Profi-Vertrag erhielt. Experten verglichen ihn zu dieser Zeit mit der Radsport-Legende Eddy Merckx, da er, wie Merckx, die Fähigkeiten hatte, sowohl Eintagesrennen als auch mehrtägige Etappenrennen zu gewinnen.
Im Frühjahr der Saison 1995 wechselte er zu einer der zu dieser Zeit erfolgreichsten Mannschaften überhaupt. In Patrick Lefeveres italienischer Mapei-Équipe fasste Vandenbroucke schnell Fuß und konnte in seinem ersten Jahr gleich den prestigeträchtigen Halbklassiker Paris–Brüssel gewinnen. Im nächsten Jahr gelangen Vandenbroucke Gesamtsiege bei den Etappenrennen Mittelmeer- und Österreich-Rundfahrt inklusive mehrerer Etappensiege. Zudem konnte er auch den Grand Prix Ouest France und den Scheldeprijs gewinnen. Auch im darauffolgenden Jahr feierte er Siege bei Rund um Köln und der Luxemburg-Rundfahrt. 1998 gelang Vandenbroucke dann der große Durchbruch. Er siegte beim Halbklassiker Gent–Wevelgem und gewann die Etappenrennen Paris–Nizza und Tour de la Région Wallonne mit jeweils zwei Etappensiegen in überzeugender Manier.

### Karrierehöhepunkt (1999)
Zu Beginn der Saison 1999 verließ Vandenbroucke das Mapei-Team um seine Landsleute Patrick Lefevere und Johan Museeuw und wechselte zur französischen Équipe Cofidis. Im Frühjahr siegte er neben kleineren Rennen wie dem GP d’Ouverture La Marseillaise und Omloop Het Volk, in überlegener Manier bei Lüttich–Bastogne–Lüttich, dem ältesten Radklassiker. Vor dem Rennen hatte Vandenbroucke sogar den Ort seiner rennentscheidenden Attacke im Fernsehen preisgegeben. Im Jahr 2009 gab der Belgier in einem Interview bekannt, dass er sich vor diesem Sieg mit dem Blutdopingmittel EPO gedopt hatte. Gleichzeitig bezeichnete er Fahrer, die neue Dopingprodukte ausprobierten, als „Pioniere“. Auch er wäre gern ein solcher gewesen.
Nur wenige Wochen später schrieb Vandenbroucke erstmals seit langer Zeit wieder negative Schlagzeilen. Durch seine Kontakte zu Bernard Sainz, der in den französischen Dopingskandal verwickelt schien, der im Rahmen der Tour de France aufgedeckt worden war, geriet der Belgier ebenfalls ins Blickfeld der französischen Ermittler. Zwar gab Vandenbroucke zu, dass ihm Sainz unbekannte Präparate verabreicht hatte, doch Doping konnte ihm nicht nachgewiesen werden. Sein Team war aber bereits auf Distanz zu ihm gegangen und suspendierte ihn für einige Monate. Bei der Vuelta a España gewann er zwei Etappen und die Punktewertung. Er beendete die Saison aufgrund der Frühjahrsergebnisse auf dem dritten Platz der Gesamtwertung des Radsport-Weltcups.

### Abstieg auf Raten (2000–2007)
Im Winter 1999/2000 folgte dann eine Posse um Vandenbrouckes Vertrag bei Cofidis. Zuerst hatte Vandenbroucke im Dezember 1999 die Vertragsauflösung mit seinem Team verkündet, da er sich aufgrund der unbegründeten Suspendierung respektlos behandelt fühlte. Im Januar 2000 nahm er diese aber zurück, da er kein neues Team gefunden hatte, das ihm ein höheres Gehalt zahlen wollte. Sein bis Ende 2001 laufender Vertrag wurde bei gleichbleibenden finanziellen Bezügen um ein Jahr verkürzt.
In der Saison 2000 erlangte Vandenbroucke, der unter starken Depressionen litt, zumeist nur durch Rennabsagen Aufmerksamkeit.
Trotzdem verpflichtete ihn das italienische Team Lampre-Daikin zur Saison 2001 für ein Jahr. Der erste Comebackversuch wurde immer wieder hinausgezögert und verschoben, und als es bei der Baskenland-Rundfahrt im April 2001 endlich so weit war, stieg Vandenbroucke vorzeitig aus dem Rennen aus. Dies sollte zugleich der letzte Rennauftritt des Belgiers für Lampre sein. Nach einem Nervenzusammenbruch im Sommer und der Erklärung, nie mehr für Lampre zu fahren, waren auch die Verantwortlichen des Teams mit ihrer Geduld am Ende.
2002 nahm ihn dann sein alter Mentor Patrick Lefevere im Team Domo-Farm Frites wieder unter seine Fittiche. Dort war Vandenbroucke auch wieder mit Johan Museeuw vereint und alles schien, als könne er an die vorangegangenen Erfolge anknüpfen. Ende Februar wurde Vandenbroucke jedoch fristlos entlassen, da sein Arzt Bernard Sainz aufgrund des Mitführen von Dopingprodukten in seinem PKW verhaftet wurde und angab, auch bei Vandenbroucke gewesen zu sein. Im März wurde Vandenbroucke, nach einer nur 45-minütigen Anhörung, von der UCI für sechs Monate wegen des Besitzes von Dopingpräparaten gesperrt, behauptete aber, dass das gefundene Clenbuterol für seinen Hund und das gefundene EPO „aus einer anderen Zeit seines Lebens“ gewesen seien. Einen positiven Dopingtest gab es jedoch nicht, woraufhin Vandenbroucke Einspruch gegen die Sperre einlegte. Trotzdem musste der gebürtige Wallone sein Comeback abermals verschieben, obwohl nach seiner Kündigung bereits einige Teams Interesse bekundet hatten. Im Juni wurde die verhängte Sperre dann wegen eines Formfehlers aufgehoben und sein Comeback wurde für August angekündigt. Allerdings wurde Vandenbroucke im Juli von den flämischen Behörden mit einer 18-monatigen Dopingsperre, davon zwölf auf Bewährung, belegt, die allerdings nur für die belgische Region Flandern galt. Ende Juli feierte Vandenbroucke sein Comeback bei Domo-Farm Frites, die ihn wieder eingestellt hatten.
Zur Saison 2003 wechselte der Belgier zusammen mit Lefevere erneut das Team und wechselte zu Quick Step-Davitamon. Zwei Tage vor Ablauf der Sperre untersagten ihm die flämischen Behörden die Strecken von Omloop Het Volk und der Flandern-Rundfahrt gemeinsam mit seinen Teamkollegen abzufahren, da die Sperre nicht nur eine Teilnahme an Wettkämpfen, sondern auch ein Verbot von organisierten Gruppenaktivitäten beinhaltete. Die Flandern-Rundfahrt beendete er als Zweiter hinter Peter Van Petegem, den er an den letzten Anstiegen versucht hatte abzuhängen, da er wusste, dass er im Schlusssprint gegen ihn keine Chance hatte. Im Oktober gab Vandenbroucke dann überraschend die Trennung von Quick Step bekannt, da er sich mit seinem Sportlichen Leiter Patrick Lefevere, der ihn wegen seiner Zufriedenheit nach dem zweiten Platz bei der Flandern-Rundfahrt kritisiert hatte, überworfen hatte.
Der weiter für Schlagzeilen sorgende Vandenbroucke, der sich erneut für die Vorfälle im Jahr 2002 verantworten musste, fand zur Saison 2004 im stärksten Team der Vorsaison, Fassa Bortolo, einen neuen Arbeitsplatz. Vandenbroucke war als Ersatz für den zum Team CSC abgewanderten Michele Bartoli, einem Klassiker-Spezialisten, verpflichtet worden. Trotz guter Resultate im Frühjahr geriet Vandenbroucke im Spätsommer teamintern in die Kritik, da er wie im Vorjahr, nach guten Resultaten zum Anfang der Saison, sich im Sommer wieder auf den guten Resultaten und Platzierungen ausruhte und kaum Rennen fuhr. Fassa Bortolo entließ ihn daraufhin im August 2004 fristlos. Einen Monat später, am 14. September 2004, präsentierte er mit dem Team MrBookmaker.com-Palmans bereits wieder einen neuen Arbeitgeber, welcher den Vertrag über den Rest der Saison 2004 hinaus verlängerte. Gegen Ende des Jahres erfolgte eine erneute Verurteilung, diesmal zu 200 Stunden gemeinnütziger Arbeit, wegen des Dopingbesitzes aus dem Jahr 2002. Aufgrund des in einem psychiatrischen Gutachten attestierten „Verlust des Realitätssinns“ fiel die Strafe recht milde aus. Da Vandenbroucke wenig später Einspruch gegen das Urteil einlegte, wurde das Verfahren neu aufgerollt und endete schließlich mit einer Geldstrafe über 250.000 Euro.

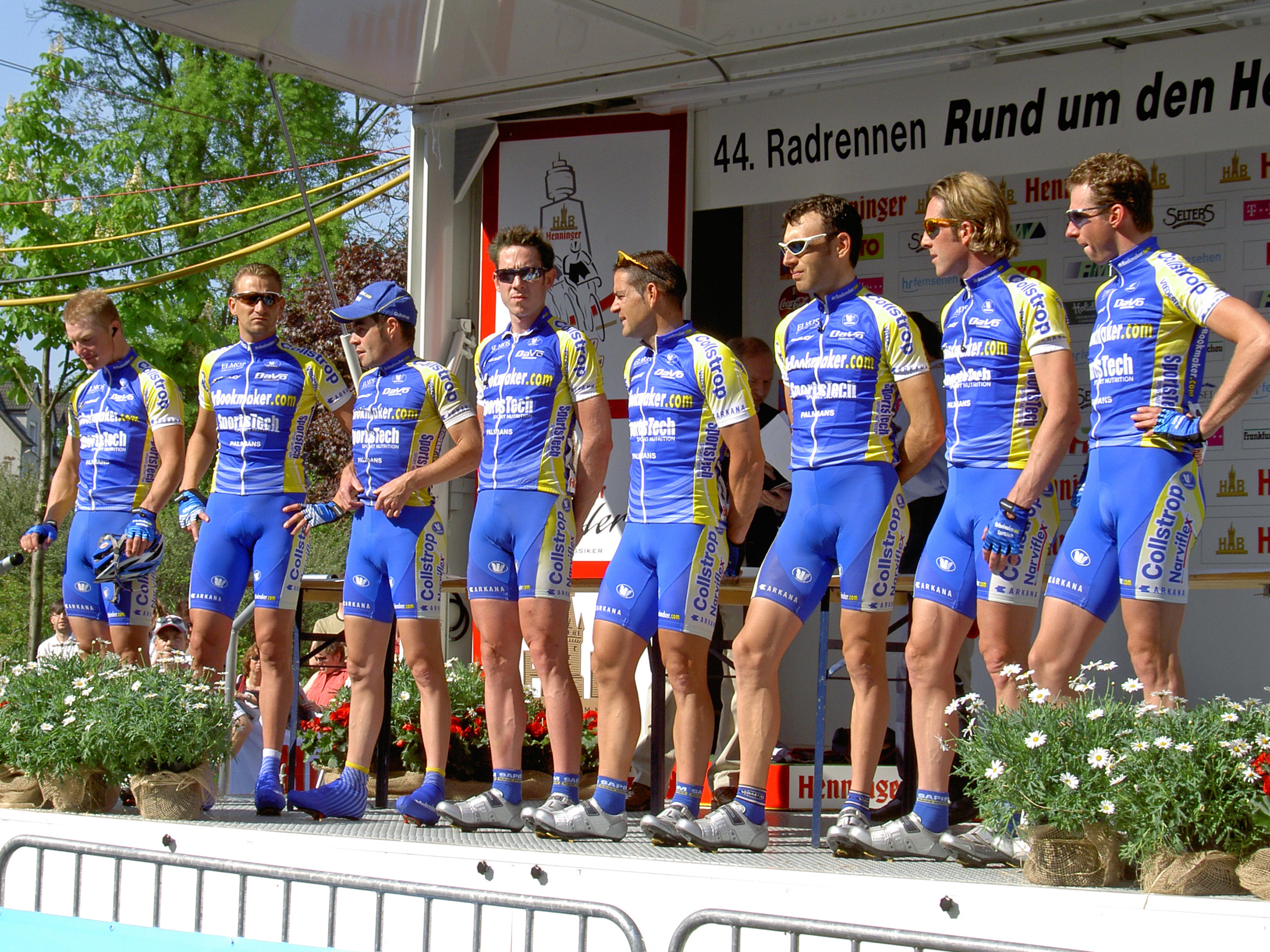
Vandenbroucke (2. v. l.) im Trikot von Mr. Bookmaker.com bei der 44. Ausgabe von Rund um den Henninger Turm im Jahr 2005

Vandenbroucke verblieb trotz ausbleibender Erfolge über die gesamte Saison 2005 bei MrBookmaker.com. So auch 2006, jedoch hatte sich das Team in Unibet.com umbenannt. Aber weiterhin blieben nennenswerte Resultate aus und so waren die Verantwortlichen des Teams Mitte Juli 2006 mit ihrer Geduld am Ende und entließen ihn.
Nach seiner Entlassung hielt sich Vandenbroucke laut der Gazzetta dello Sport bei Hobby-Rennen in Italien fit. Allerdings tat er dies mit einer falschen Lizenz. So trat er bei den Rennen unter dem Namen Francesco Del Ponte – einer falschen, italienischen Übersetzung seines belgischen Namens – an und für die Lizenzkarte nutzte er ein Foto des damaligen amtierenden Weltmeisters Tom Boonen. Auch sein Rennverhalten war sehr ungewöhnlich. So riss er aus dem Feld aus, fuhr solo einen großen Vorsprung heraus, um dann wenige hundert Meter vor dem Ziel aus dem Rennen auszusteigen. Bei einem dieser Rennen soll er sogar in der Juniorenklasse angetreten sein. Vandenbroucke selbst bestätigte einen Tag später, dass er an diesen Rennen teilgenommen habe und dies auch als Fehler einsehe. Er habe diese Rennen jedoch nur bestritten, um seinen Rennrhythmus beizubehalten. Die Ausstiege begründete er damit, dass er die Rennausgänge nicht beeinflussen wollte. Die angebliche Lizenzkarte mit dem Namen Francesco Del Ponte und dem Foto Boonens genutzt zu haben, dementierte er aber.
Ende August 2006 erhielt er einen neuen Vertrag beim Professional Continental Team Acqua e Sapone, bei dem er im restlichen Saisonverlauf aber keine nennenswerten Resultate mehr verbuchen konnte.
Am 24. Januar 2007 wurde er von der Staatsanwaltschaft der wallonischen Gemeinde Dinant wegen Dopingbesitzes angeklagt. Die Anklage reichte ins Jahr 2000 zurück, als Vandenbroucke bei der französischen Mannschaft Cofidis angestellt war und das Team damals in einen Dopingskandal verwickelt war. Der damalige Dopinglieferant Ferdi Robijns hatte in einem Verfahren gegen sich Vandenbroucke als Kunden genannt. In seiner Vernehmung wies Vandenbroucke die Anschuldigungen zurück und wurde letztendlich am 14. März 2007 von einem Brüsseler Berufungsgericht höchstinstanzlich freigesprochen.
Am 5. Februar 2007 erschien sein erstes Buch, eine Autobiografie mit dem Titel „Ik ben God niet“ (dt. „Ich bin nicht Gott“), in dem Vandenbroucke zugibt, mit EPO gedopt zu haben.

### Suizidversuch und Rückkehr ins Renngeschehen (2007–2009)
Nachdem es in den vorangegangenen Monaten recht ruhig um Vandenbroucke, der nach einer Knieoperation im Februar mit muskulären Problemen zu kämpfen hatte, geworden war, unternahm er am 6. Juni 2007 einen Suizidversuch, indem er eine Überdosis Schlaftabletten zu sich nahm. Sein Teamkollege Simone Masciarelli fand ihn am Abend bewusstlos in seiner Wohnung und alarmierte den Notarzt. Nach der erfolgreichen Wiederbelebung verlegten ihn die Ärzte auf die Intensivstation der Klinik Fornaroli di Magenta in Mailand. Sein Zustand wurde zunächst als kritisch eingeschätzt, jedoch schwebte er nicht in Lebensgefahr. Zwei Tage später, als sich sein Zustand verbessert hatte, ließ Vandenbroucke über eine flämische Tageszeitung verlauten, dass er selbst die Mailänder Klinik aufgesucht hatte, da sich sein ohnehin depressiver Zustand durch private Probleme weiter verschlechtert habe. Die Aussage Vandenbrouckes deckte sich jedoch nicht mit denen seines Teamkollegen Simone Masciarelli, seines Vaters Jean-Jacques Vandenbroucke und seines Onkels Jean-Luc Vandenbroucke.
Am 11. Juni 2007, fünf Tage nach dem Suizidversuch, konnte Vandenbroucke die Klinik in Mailand wieder verlassen. In einem Interview im italienischen Fernsehen gab Vandenbroucke dann doch den Versuch zu, den er auf seine verzweifelte Lage zurückführte. Zudem kündigte er erneut ein baldiges Comeback an. Gegen Ende Juni begab er sich in Begleitung seines Vaters zunächst zur psychiatrischen Behandlung in eine Klinik, die er aber dann nicht antrat und das Klinikpersonal bedrohte. Daraufhin wurde er zwangseingewiesen.
Ein Vierteljahr nach seinem Suizidversuch kehrte Vandenbroucke zurück ins Renngeschehen. Bei Paris–Brüssel, wo ihm zwölf Jahre zuvor der erste große Sieg seiner Karriere gelungen war, ging der Belgier erstmals wieder für Acqua & Sapone an den Start und feierte ein für ihn gelungenes Comeback. Kurz vor Rennende hatte er aus dem Hauptfeld heraus mit einigen Fahrern sogar eine Attacke lanciert. Schließlich beendete er das Rennen als 71. mit 33 Sekunden Rückstand auf den Tagessieger.
Zur Saison 2008 wechselte Vandenbroucke vom italienischen Zweitdivisionär Acqua & Sapone zum belgischen Drittdivisionär Mitsubishi-MKG, dem Nachfolger des Jartazi-Teams. Dort unterzeichnete er einen Einjahresvertrag, der jedoch bereits am 18. April 2008 in beiderseitigem Einvernehmen mit sofortiger Wirkung aufgelöst wurde, da bekannt geworden war, dass Vandenbroucke im Zuge von polizeilichen Ermittlungen als Kunde eines Drogendealerrings genannt worden war.
In der Saison 2009 fuhr Vandenbroucke einige Rennen für das Team Cinelli-Down Under. Im April 2009 gewann er überraschend die 2. Etappe (ein Einzelzeitfahren) der Boucles d’Artois, sein erster Erfolg seit 1999 (von einigen Siegen bei inoffiziellen Kriterien abgesehen); im Endklassement belegte er den dritten Platz. Im Sommer war das Engagement bei Cinelli allerdings bereits wieder beendet, angeblich wegen ausgebliebener Lohnzahlungen. Im August und September 2009 fuhr er ohne Sponsor bei einigen lokalen Kriterien, nebenher war er Presseberichten zufolge in der Öffentlichkeitsarbeit eines Baustoffherstellers tätig.

### Tod (2009)
Am 12. Oktober 2009 wurde Vandenbroucke während seines Urlaubs in einem Hotel im Senegal tot aufgefunden. Er verstarb im Alter von 34 Jahren laut Todesbescheinigung an einer Lungenembolie, allerdings hatte die Familie eine Autopsie beantragt. Dabei wurde die Lungenembolie bestätigt, ein Herzfehler diagnostiziert und jahrelanger Drogenkonsum konstatiert.

## Familie
Vandenbroucke war standesamtlich seit dem 19. Oktober 2000 und kirchlich seit dem 22. Oktober 2000 in zweiter Ehe mit dem italienischen Ex-Mannequin Sarah Pinacci verheiratet. Zuvor war er mit Clothilde Menu verheiratet. Vandenbroucke war Vater von zwei Töchtern. Cameron (* 1999) stammt aus erster Ehe mit Clothilde Menu, und Margaux (* Dezember 2001) aus zweiter Ehe mit Sarah Pinacci.
Auch außerhalb der Radsportszene sorgte Vandenbroucke mit seinem Privatleben immer wieder für Aufsehen. So vergaß er im Dezember 2002 in angetrunkenem Zustand mit 1,7 Promille seine Frau und fuhr in eine Polizeikontrolle. Zudem bedrohte er selbige in seinem Wohnhaus mit einer Waffe, woraufhin die belgische Polizei das Gebäude stürmte und ihn festnahm.
Nach seinem Suizidversuch im Juni 2007 bestätigte Vandenbroucke, dass auch seine zweite Ehe kurz vor dem Scheitern stünde, da sich seine Frau von ihm trennen wolle. Diese meldete sich daraufhin ebenfalls zu Wort und bezeichnete die Ehe als „Hölle“. Dabei bezichtigte sie ihren Ehemann des Drogenkonsums, dass er sie geschlagen habe und ihr gedroht habe, sie und ihre Familie umzubringen.
Sein Onkel Jean-Luc Vandenbroucke war ebenfalls ein Radprofi, der in den 1970er und 1980er Jahren aktiv und auch sehr erfolgreich war.

## Erinnerung
Zur Erinnerung an Vandenbroucke trägt das Rennen Binche–Chimay–Binche, eines der ältesten Rennen im belgischen Rennkalender, seit 2010 den zusätzlichen Namen Mémorial Frank Vandenbroucke.

## Bedeutende Erfolge
| 1991 - Belgischer Meister Straßenrennen (Debütanten-Kategorie) 1992 - Bronzemedaille Weltmeisterschaft-Straßenrennen (Junioren-Kategorie) 1994 - 6. Etappe Mittelmeer-Rundfahrt 1995 - Paris–Brüssel - 1. Etappe Luxemburg-Rundfahrt 1996 - Scheldeprijs - Grand Prix Ouest France - Mittelmeer-Rundfahrt + 5. Etappe - Österreich-Rundfahrt + Bergwertung + Prolog, 3., 6. und 8. Etappe - Prolog, 2. und 5. Etappe Tour de la Région Wallonne | 1997 - Rund um Köln - Trofeo Matteotti - 2., 4. und 8. Etappe Österreich-Rundfahrt - Luxemburg-Rundfahrt + 7. Etappe 1998 - Paris–Nizza + 1. und 5. Etappe - Gent–Wevelgem - Tour de la Région Wallonne + 3. und 6. Etappe 1999 - Omloop Het Volk - Punktewertung Vuelta a España + 16. und 19. Etappe - Lüttich–Bastogne–Lüttich - Grand Prix d’Ouverture La Marseillaise - 4. Etappe Ruta del Sol - 7. Etappe Paris–Nizza - 3. Platz Gesamtwertung Radsport-Weltcup |

## Teams
- 1993–1995 Lotto-Caloi (bis April 1995)[70]
- 1995–1998 Mapei (ab April 1995)
- 1999–2000 Cofidis
- 2001 Lampre-Daikin
- 2002 Domo-Farm Frites
- 2003 Quick Step-Davitamon
- 2004 Fassa Bortolo (bis 12. August 2004)[71]
- 2004 MrBookmaker.com-Palmans (ab 14. September 2004)
- 2005 MrBookmaker.com-Sports Tech
- 2006 Unibet.com (bis 18. Juli 2006)[51][72]
- 2006–2007 Acqua & Sapone-Caffè Mokambo (ab 28. August 2006)
- 2008 Mitsubishi-Jartazi (bis 18. April 2008)[73]
- 2009 Cinelli-Down Under (bis 31. August 2009)